# Pierre d’Aubusson
Pierre d’Aubusson (ur. 1423, Le Monteil-au-Vicomte koło Limoges, zm. 3 lipca 1503, Rodos) – 40. wielki mistrz zakonu joannitów na Rodosie od 3 czerwca 1476. 

## Życiorys
Dowodził obroną wyspy podczas inwazji tureckiej w 1480 roku. Papież Innocenty VIII w marcu 1489 nadał mu tytuł kardynała diakona San Adriano. Ostatnie lata życia poświęcił na reformę zakonu oraz bezskuteczne starania o organizację nowej krucjaty, która odsunęłaby zagrożenie tureckie na stałe.